# Vaivase-Tai
Il Vaivase-Tai è una squadra di calcio Samoana con sede nella città di Tuanaimato. Nel 2023 milita nella National League, la massima serie del campionato Samoano di calcio.
È la squadra più titolata della nazione a pari merito con il Kiwi e il Lope Ole Soaga.

## Storia
Il club è stato fondato nel 1962 nella città di Tuanaimato.
Nel 1979 vince l'edizione inaugurale della National League, la prima competizione calcistica della nazione.

## Palmarès
- National League: 7 1979,1980,1981,1983,1998,2006,2022

- Champ of Champs: 1

2002

## Rosa
| N. |                  | Ruolo          | Calciatore       |
| -- | ---------------- | -------------- | ---------------- |
|    | Samoa (bandiera) | Portiere       | Filipo Uli       |
|    | Samoa (bandiera) | Portiere       | Kirik Auvele     |
|    | Samoa (bandiera) | Difensore      | Christian Aluni  |
|    | Samoa (bandiera) | Difensore      | Jerrymiah Maiava |
|    | Samoa (bandiera) | Difensore      | Pita Tiatia      |
|    | Samoa (bandiera) | Centrocampista | Alman Kwan       |
|    | Samoa (bandiera) | Centrocampista | Alton Leiataua   |
|    | Samoa (bandiera) | Centrocampista | Rory Tanuvasa    |
|    | Samoa (bandiera) | Attaccante     | Lene Epa         |

## Calciatori storici
Lene Epa è il capitano storico della squadra, milita nel Vaivase-Tai dalla stagione 2010-11.

## Stadio
Lo stadio è il Toleafoa J.S Blatter Soccer Stadium, ha una capacità di 3500 persone ed è anche lo stadio della nazionale di calcio Samoa.